# Cupa României 1955
Ediția 1955 a fost a 18-a ediție a Cupei României la fotbal. CCA București a revenit în posesia trofeului. Finala a opus ca și la ediția anterioară o prim-divizionară unei echipe din eșalonul secund, Progresul Oradea. Urmașă a echipei CAO, Progresul a ajuns în finală după ce a eliminat printre altele pe campioana Dinamo București. În finală, CCA s-a impus după prelungiri.

## Șaisprezecimi de finală
| Data              | Echipa gazdă         |   | Echipa oaspete           | Rezultat   |
| ----------------- | -------------------- | - | ------------------------ | ---------- |
| 13 octombrie 1955 | Dinamo Bacău         | – | Progresul București      | 1:0        |
|                   | FC Bârlad            | – | Flacăra Ploiești         | 0:2        |
|                   | Locomotiva București | – | Farul                    | 3:2 (d.p.) |
|                   | Câmpia Turzii        | – | CS Târgu Mureș           | 5:3        |
|                   | CSM Câmpina          | – | Unirea Tricolor          | 1:2        |
|                   | Metalurgistul Cugir  | – | UTA Arad                 | 1:2        |
|                   | Foresta Fălticeni    | – | Știința Cluj             | 1:0 (d.p.) |
|                   | Siderurgistul        | – | Progresul CPCS București | 1:4        |
|                   | Corvinul             | – | Jiul Petroșani           | 2:1 (d.p.) |
|                   | Flacăra Mediaș       | – | Avântul Reghin           | 1:0        |
|                   | Crișana Oradea       | – | F.C. Baia Mare           | 2:1        |
|                   | CA Oradea            | – | CFR Timișoara            | 4:1        |
|                   | Metalul Oțelu Roșu   | – | Poli Timișoara           | 3:2        |
|                   | Pașcani              | – | Dinamo 6                 | 3:4        |
|                   | Dinamo Pitești       | – | CCA București            | 2:3        |
|                   | Turnu Severin        | – | Dinamo București         | 0:5        |

## Optimi de finală
| Data             | Echipa gazdă         |   | Echipa oaspete           | Rezultat   |
| ---------------- | -------------------- | - | ------------------------ | ---------- |
| 2 noiembrie 1955 | Dinamo Bacău         | – | CCA București            | 0:3        |
|                  | Locomotiva București | – | Flacăra Ploiești         | 2:1        |
|                  | Foresta Fălticeni    | – | Progresul CPCS București | 3:1        |
|                  | Corvinul             | – | UTA Arad                 | 4:4 (d.p.) |
|                  | Flacăra Mediaș       | – | Dinamo București         | 2:3        |
|                  | Crișana Oradea       | – | CA Oradea                | 1:3        |
| 3 noiembrie 1955 | Dinamo 6             | – | Câmpia Turzii            | 0:1        |
|                  | Metalul Oțelu Roșu   | – | Unirea Tricolor          | 0:5        |

## Sferturi de finală
| Data              | Echipa gazdă      |   | Echipa oaspete       | Rezultat   |
| ----------------- | ----------------- | - | -------------------- | ---------- |
| 23 noiembrie 1955 | UTA Arad          | – | Locomotiva București | 1:1 (d.p.) |
|                   | CCA București     | – | Câmpia Turzii        | 5:2        |
|                   | Foresta Fălticeni | – | Dinamo București     | 0:1        |
|                   | CA Oradea         | – | Unirea Tricolor      | 2:1        |

## Semifinale
| Data              | Echipa gazdă  |   | Echipa oaspete       | Rezultat |
| ----------------- | ------------- | - | -------------------- | -------- |
| 4 decembrie 1955  | CA Oradea     | – | Dinamo București     | 2:1      |
| 11 decembrie 1955 | CCA București | – | Locomotiva București | 4:0      |

## Finala
| 18 decembrie 1955 14:00 | CCA București                                                              | 6 – 3 (d.p.) | CA Oradea                    | Stadionul Republicii, București Spectatori: 30.000 Arbitru: Dumitru Schulder (București) |
| 18 decembrie 1955 14:00 | Zavoda 57' Alecsandrescu 65', 108' Moldovan 68' Constantin 95' Onisie 101' |              | Tóth 45' Florea 58' Vlad 77' | Stadionul Republicii, București Spectatori: 30.000 Arbitru: Dumitru Schulder (București) |

| CCA BUCUREȘTI: |                     |
|                |                     |
| P              | Costică Toma        |
| F              | Vasile Zavoda       |
| F              | Alexandru Karikás   |
| F              | Victor Dumitrescu   |
| M              | Ștefan Onisie       |
| M              | Tiberiu Bóné        |
| A              | Victor Moldovan     |
| A              | Gheorghe Constantin |
| A              | Ion Alecsandrescu   |
| A              | Francisc Zavoda     |
| A              | Nicolae Tătaru      |
| Antrenor:      |                     |
| Ștefan Dobay   |                     |

| PROGRESUL ORADEA: |                      |
|                   |                      |
| P                 | Adalbert Gébner      |
| F                 | Iancu Vărzan         |
| F                 | Alexandru Coman      |
| F                 | Gheorghe Barkó       |
| M                 | Iosif Bartha         |
| M                 | Ladislau Krempánszky |
| A                 | Ludovic Tóth         |
| A                 | Ladislau Köszegy     |
| A                 | Alexandru Florea     |
| A                 | Ladislau Vlád        |
| A                 | Iuliu Kiss           |
| Antrenor:         |                      |
| Ladislau Ziláhi   |                      |